# Jiří Maryško
Jiří Maryško (* 4. dubna 1980 Děčín) je český herec, člen souboru Divadla na Vinohradech.

## Život
Narodil se v Děčíně, ale vyrůstal ve Varnsdorfu. S divadlem začínal v ochotnickém Mrštíkově divadle v Rumburku (1997–1999), kde také vystudoval polygrafii, poté působil v pražském Divadle Refektář (2000–2001) a pod vlivem Jaroslava Duška spolu s Pavlem Fárkou založil improvizační Divadlo Demago. V letech 2004–2006 studoval na katedře alternativního divadla na DAMU, studium ale přerušil a odešel hrát do Divadla Lampion v Kladně. Od roku 2008 byl členem souboru Činoherního studia v Ústí nad Labem, po roce 2015 Divadla na Vinohradech. Hrál také v několika filmech či televizních seriálech, v internetové televizi Stream.cz uváděl glosované Zprávy a v roce 2016 zde měl vlastní pořad „Kanál Maryško“.

## Kontroverze
Angažoval se ve snahách o zachování Činoherního studia a v únoru 2015 na Facebooku zveřejnil fotografii popravy z filmu Lidice, u níž jmenoval některé místní politiky s tím, že takto si představuje úklid ústeckého magistrátu. Lidickým obětem se ale Maryško později omluvil a v trestním stíhání došlo k dohodě se státním zástupcem, podle které byl za výtržnictví potrestán pokutou 25 tisíc Kč a 180 hodinami obecně prospěšných prací. Ty si odpracoval strašením na děčínském zámku.

## Divadelní role (výběr)

### Divadlo na Vinohradech

#### Velká scéna

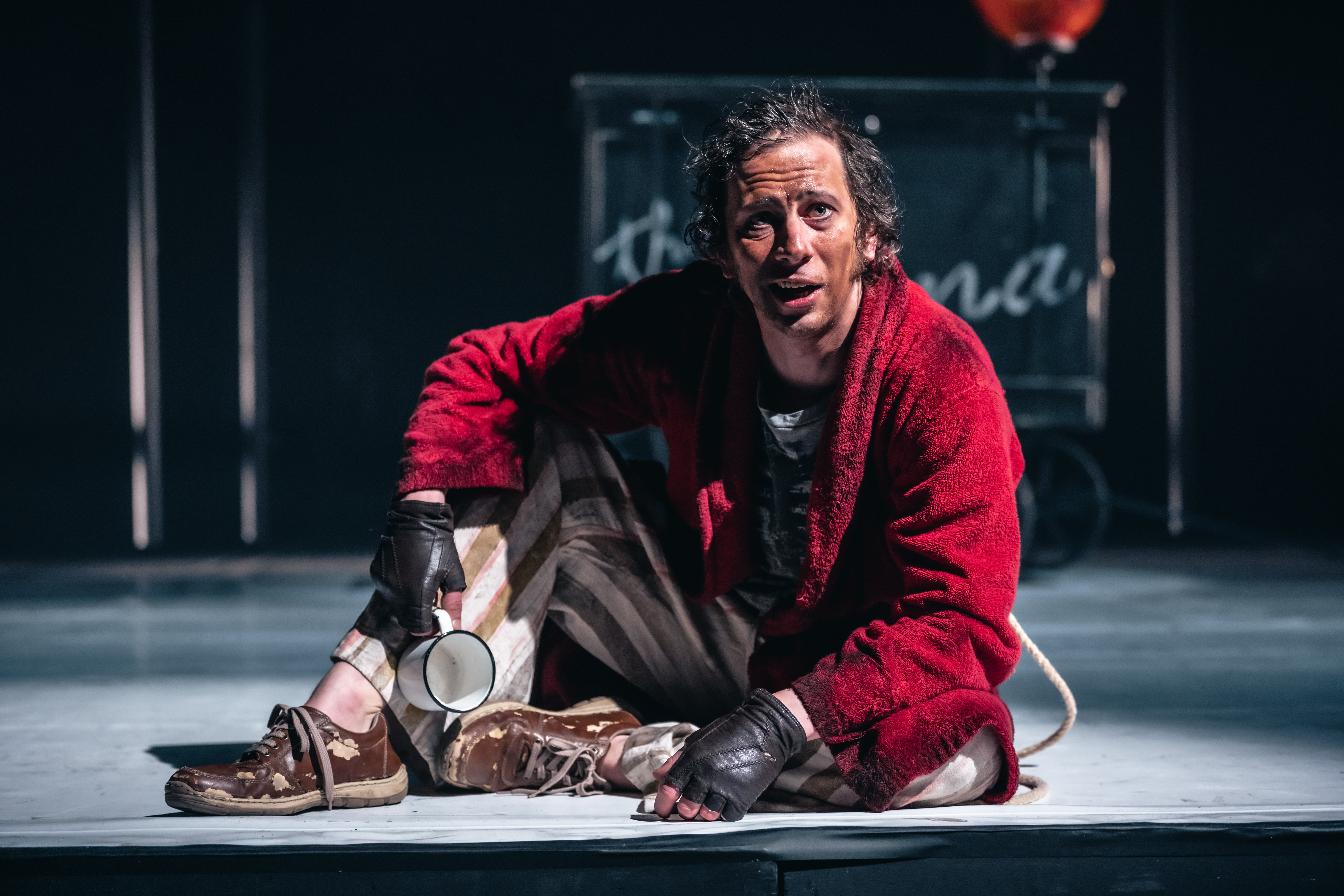
Jiří Maryško v roli Diega de Cielo v inscenaci Vzpoura lásky (Fuente Ovejuna), Divadlo na Vinohradech, foto Petr Chodura (2023)

- 2014 Sławomir Mrożek: Láska na Krymu, režie: Juraj Deák, premiéra: 19. prosince 2014, role: Ilja Zubatyj
- 2015 David Hare: Nevzdávej to (Gethsemane), režie: Juraj Deák, česká premiéra: 15. května 2015, role: Frank Pegg
- 2015 William Shakespeare: Romeo a Julie, režie: Juraj Deák, premiéra: 12. prosince 2015, role: Petr
- 2016 Maxim Gorkij: Sluníčkáři (Děti slunce), režie: Juraj Deák, premiéra: 16. prosince 2016, role: Trošin
- 2017 Henrik Ibsen: Peer Gynt, režie: Martin Čičvák, premiéra: 17. března 2017, role: Škaredé dítě – Master Cotton – Huhu – Hubený
- 2018 Jan Vedral podle Vladimíra Neffa: Sňatky z rozumu, režie: Radovan Lipus, světová premiéra: 23. března 2018, role: Snaživci vojín Jirava – probošt Šarlich – koncipient Josek
- 2018 Colin Higgins: Harold a Maude, režie: Juraj Deák, premiéra: 25. května 2018, obnovená premiéra: 18. září 2021, role: Vrchní zahradník – Inspektor Bernard
- 2018 Nikolaj Vasiljevič Gogol: Revizor, režie: Juraj Deák, premiéra: 19. prosince 2018, role: Petr Ivanovič Dobčinskij, statkář žijící ve městě
- 2019 Ingmar Bergman – Jan Vedral: Fanny a Alexandr, režie: Pavel Khek, česká premiéra: 8. března 2019, role: Izmael
- 2019 Friedrich Dürrenmatt: Návštěva staré dámy, režie: Jan Burian, premiéra: 6. září 2019, role: Loby
- 2019 Pavel Kohout podle Karla Hašlera: Hašler…, režie: Tomáš Töpfer, obnovená premiéra: 18. října 2019, role: Kápo – Buršák – Sokol – Rotný
- 2023 Jan Vedral podle Josefa Škvoreckého: Danny Smiřický (Příběhy inženýra lidských duší), režie: Radovan Lipus, světová premiéra: 27. ledna 2023, role: Uher
- 2023 Lope de Vega: Vzpoura lásky (Fuente Ovejuna), režie: Pavel Khek, premiéra: 31. března 2023, role: Diego de Cielo
- 2024 Carlo Goldoni: Poprask na laguně, režie: Juraj Deák, premiéra: 20. prosince 2024, role: Patron Fortunato

#### Studiová scéna
- 2016 Ladislav Smoček: Piknik, režie: David Šiktanc, premiéra: 4. března 2016, role: Smiller
- 2017 Jan Procházka – Lenka Procházková: Ucho, režie: Šimon Dominik, premiéra: 9. června 2017, role: Muž
- 2019 Václav Havel: Motýl na anténě – Audience, režie: Šimon Dominik, premiéra: 29. listopadu 2019, role: Pan Bašta (Motýl na anténě); Sládek (Audience)
- 2022 Daniel Majling: Láska! Prsty! Salman Rushdie!, režie: Barbora Mašková, premiéra: 4. června 2022, role: Rudo

## Filmografie
- 3 plus 1 s Miroslavem Donutilem (TV cyklus, 2005) ... povídka Výlet – Jarda
- Škola princů (TV film, 2010) ... princ ospalý
- Zázraky života (TV seriál, 2010)
- Poupata (film, 2011) ... Cyril
- Poustevník (film, 2012) ... Mára
- Modrý tygr (film, 2012)
- Epilog (film, 2013)
- Škoda lásky (TV cyklus, 2013) ... Pierre
- Zlatá žíla (film, 2014)
- Svatby v Benátkách (TV seriál, 2014)
- Život a doba soudce A. K. (TV seriál, 2014)
- Kriminálka Anděl (TV seriál, 2014) ... maskot FC Rapid Praha
- Správnej dres (TV film, 2015)
- Wilsonov (film, 2015)
- Jak básníci čekají na zázrak (film, 2016)
- Svět pod hlavou (TV minisérie, 2016) ... prosťáček
- Rapl (TV seriál,2016) ... Václavík
- Já, Mattoni (TV seriál, 2016)
- Doktorka Kellerová (TV seriál, 2016)
- Špindl (film, 2017) ... skřehotal
- Četníci z Luhačovic (TV seriál, 2017) ... Daniel Rouha
- Fízlárna (TV seriál, 2017) ... Robert Brabec
- Profesor T. (TV seriál, 2018)
- Dáma a Král (TV seriál, 2018)
- Po čem muži touží (film, 2018) ... Přemek
- Úsměvy smutných mužů  (film, 2018) ... Jarmil
- Věčně tvá nevěrná (film, 2018)
- Vratislav Effenberger aneb lov na černého žraloka (film, 2018)
- Krejzovi (TV seriál, 2018) ... Mrkvička
- Hastrman (film, 2018) ... učitel Voves
- Čertí brko (filmová pohádka, 2018)
- Bůh s námi – od defenestrace k Bílé hoře (TV film, 2018) ... Abraham Scultetus
- Černé vdovy (TV seriál, 2019) ... Alex
- Občanka (TV seriál, 2019)
- Malorážka (TV seriál, 2020)
- Poldové a nemluvně (TV seriál, 2020) ... Ludvík